# ابرویی کردستانی
ابرویی کردستانی (نام علمی: Ophrys kurdistanica) نام یک گونه از سرده ابرویی است. این گونه به همراه ابرویی ترکمنی دو گونه انحصاری ایران هستند.